# Mistrovství Československa jednotlivců na klasické ploché dráze 1989
Mistrovství Československa jednotlivců na klasické ploché dráze 1989bylo tvořeno 6 závody.

## Závody
Z1 = Chabařovice - 15. 4. 1989 
Z2 = Pardubice - 16. 4. 1989
Z3 = Praha - 18. 4. 1989
Z4 = Slaný - 26. 4. 1989
Z5 = Kopřivnice - 10. 6. 1989
Z6 = Březolupy - 11. 6. 1989

## Celkové výsledky
| Pořadí | Jméno                | Klub                | Body | Body celkem |
| ------ | -------------------- | ------------------- | ---- | ----------- |
| 1.     | Petr Vandírek        | Rudá hvězda Praha   |      | 74          |
| 2.     | Zdeněk Tesař         | Pardubice           |      | 73          |
| 3.     | Antonín Kasper       | Rudá hvězda Praha   |      | 63          |
| 4.     | Bohumil Brhel        | Rudá hvězda Praha   |      | 61          |
| 5.     | Jan Schinágl         | Pardubice           |      | 54          |
| 6.     | Zdeněk Schneiderwind | Rudá hvězda Praha   |      | 53          |
| 7.     | Roman Matoušek       | Rudá hvězda Praha   |      | 52          |
| 8.     | Pavel Karnas         | Pardubice           |      | 49          |
| 9.     | Václav Milík         | Pardubice           |      | 45          |
| 10.    | Stanislav Urban      | Pardubice           |      | 43          |
| 11.    | Lubomír Jedek        | Rudá hvězda Praha   |      | 39          |
| 12.    | František Ledecký    | Rudá hvězda Praha   |      | 27          |
| 13.    | Miroslav Prager      | Rudá hvězda Praha   |      | 22          |
| 14.    | Pavel Mrna           | Liberec             |      | 16          |
| 15.    | Gašpar Forgáč        | VTJ Racek Pardubice |      | 14          |
| 16.    | Daniel Boháč         | Rudá hvězda Praha   |      | 13          |
| 17.    | Pavel Koten          | Rudá hvězda Praha   |      | 12          |
| 18.    | Vlastimil Červenka   | Pardubice           |      | 6           |
| 19.    | Karel Průša          | Pardubice           |      | 3           |
| 20.    | Radomír Semela       | Rudá hvězda Praha   |      | 1           |

### 3. závod Praha - 18. dubna 1989
| Pořadí | Jméno                | Klub                | Body | Body celkem |
| ------ | -------------------- | ------------------- | ---- | ----------- |
| 1.     | Roman Matoušek       | Rudá hvězda Praha   |      | 14          |
| 2.     | Petr Vandírek        | Rudá hvězda Praha   |      | 14          |
| 3.     | Lubomír Jedek        | Rudá hvězda Praha   |      | 13          |
| 4.     | Bohumil Brhel        | Rudá hvězda Praha   |      | 13          |
| 5.     | Zdeněk Tesař         | Pardubice           |      | 9           |
| 6.     | Jan Schinágl         | Pardubice           |      | 9           |
| 7.     | Václav Milík         | Pardubice           |      | 9           |
| 8.     | Antonín Kasper       | Rudá hvězda Praha   |      | 7           |
| 9.     | Pavel Karnas         | Pardubice           |      | 7           |
| 10.    | Zdeněk Schneiderwind | Rudá hvězda Praha   |      | 6           |
| 11.    | František Ledecký    | Rudá hvězda Praha   |      | 6           |
| 12.    | Pavel Koten          | Rudá hvězda Praha   |      | 4           |
| 13.    | Stanislav Urban      | Pardubice           |      | 3           |
| 14.    | Gašpar Forgáč        | VTJ Racek Pardubice |      | 3           |
| 15.    | Miroslav Prager      | Rudá hvězda Praha   |      | 1           |
| 16.    | Daniel Boháč         | Rudá hvězda Praha   |      | 1           |
| 17.    | Radomír Semela       | Rudá hvězda Praha   |      | 1           |
| 18.    | Pavel Mrna           | Liberec             |      | 0           |